# Rhipidura fuliginosa cervina
Віялохвістка лорд-гавська (Rhipidura fuliginosa cervina) — вимерлий підвид віялохвістки новозеландської, невеликого горобцеподібного птаха з родини віялохвісткових (Rhipiduridae). Був ендеміком острова Лорд-Гав біля південно-східного узбережжя Австралії. Птах ще був досить поширеним у 1909 році. У 1918 році біля острова сів на мілину корабель SS Makambo, з якого на сушу втекли чорні пацюки. Ці пацюки стали причиною вимирання багатьох видів на острові, включаючи і віялохвістку. Вид вимер вже через 6 років, у 1925 році. 